# Paul Yoshigorō Taguchi

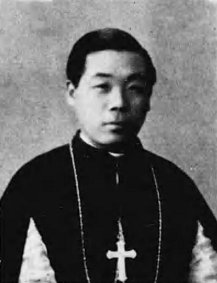
Bischof Paul Yoshigorō Taguchi um 1942

Kardinalswappen

Paul Yoshigorō Kardinal Taguchi (jap. パウロ 田口 芳五郎, Pauro Taguchi Yoshigorō; * 20. Juli 1902 in Sotome (heute: Nagasaki), Japan; † 23. Februar 1978 in Osaka) war Erzbischof von Osaka.

## Leben
Paul Yoshigorō Taguchi stammt wie sein Kollege Joseph Asajirō Satowaki aus der Pfarrei Shitsu im damaligen Sotome (2005 eingemeindet nach Nagasaki).
Er studierte in Rom die Fächer Katholische Theologie und Philosophie. Er empfing am 22. Dezember 1928 das Sakrament der Priesterweihe und wurde nach weiterführenden Studien im Jahre 1931 Gemeindeseelsorger in der Erzdiözese Tokio und Dozent am dortigen Priesterseminar. Von 1936 bis 1940 war er persönlicher Sekretär des Apostolischen Delegaten in Japan.
1940 ernannte ihn Papst Pius XII. zum Apostolischen Administrator, 1941 zum Bischof von Osaka. Die Bischofsweihe spendete ihm am 14. Dezember 1940 Paolo Marella, Titularerzbischof von Doclea und Apostolischer Delegat in Japan. Mitkonsekratoren waren Peter Tatsuo Doi, Erzbischof von Tokio, und Johannes Roß SJ, Titularbischof von Tabala und emeritierter Apostolischer Vikar von Hiroshima.
Von 1941 bis 1962 verwaltete Paul Yoshigorō Taguchi zusätzlich die Präfektur Shikoku. In den Jahren 1962 bis 1965 nahm er am Zweiten Vatikanischen Konzil teil.
Von 1970 bis 1978 war er Präsident der Japanischen Bischofskonferenz. Papst Paul VI. nahm ihn 1973 als Kardinalpriester mit der Titelkirche Santa Maria in Via in das Kardinalskollegium auf.
Paul Yoshigorō Taguchi starb am 23. Februar 1978 in Osaka und wurde in der dortigen Kathedrale bestattet.